# Алибер, Гастон
Гастон Жюль Луи Антуан Алибер (фр. Gaston Jules Louis Antoine Alibert, 22 февраля 1878 — 26 декабря 1917) — французский фехтовальщик-шпажист, олимпийский чемпион.

## Биография
Родился в 1878 году в Париже. В 1900 году принял участие в Олимпийских играх в Париже, где стал 7-м в индивидуальном зачёте. В 1908 году на Олимпийских играх в Лондоне стал чемпионом как в личном, так и в командном первенстве. Во время Первой мировой войны заразился на фронте туберкулёзом и умер.